# Teatro Ruzante
La chiesa di San Giorgio ora teatro Ruzante è un edificio di origine medievale che si affaccia su riviera San Giorgio, l'attuale riviera Tito Livio, in contrà Rudena a Padova.

## Storia
Costruita tra i secoli XII-XIII, la chiesa di San Giorgio trovò compimento verso la fine del Trecento.
Dapprima curazia, con la demolizione per motivi bellici del monastero di San Giacomo, la fuoriuscita comunità di monache benedettine, per volere del curato Timoteo Mussato, fu accolta nell'edificio e nelle strutture annesse. Il 15 giugno 1513, Leone X concesse alle monache il beneficio curato di San Giorgio e le proprietà su cui in seguito sorse il monastero, dipendente da San Giorgio Maggiore in Venezia.
Nel 1616 la badessa Aurelia Piazzola promosse dei lavori di abbellimento della chiesa parrocchiale, con la "voltura" del vecchio coro che divideva a metà l'aula, aggiornando così lo spazio ai dettami liturgici del concilio di Trento. La chiesa e il monastero furono chiusi nel 1808, secondo le leggi ecclesiastiche napoleoniche. Il titolo di parrocchiale fu riunito alla chiesa di Santo Stefano e l'edificio venne utilizzato dapprima come magazzino ed in seguito ad altri scopi che ne alterarono pesantemente la struttura interna.
Durante gli anni venti e trenta del Novecento fu sede della Federazione fascista di Padova. In seguito la struttura è stata trasformata nel teatro Ruzante, poi acquistato dall'Università degli Studi di Padova che nel 2005 ne ha curato i restauri ricavando uno spazio per 236 spettatori e un palco (sul vecchio presbiterio) dotato di schermo per proiezioni cinematografiche.

## Descrizione

### Esterno
L'edificio a navata unica è orientato levante-ponente e si affaccia su riviera Tito Livio.
Davanti alla facciata è presente un portico medievale la cui simmetria è interrotta dall'arcata all'estrema sinistra, che probabilmente poggia sul tronco del vecchio campanile. In alto, una grande finestra termale. Sul lato destro lungo la vecchia via "dei Fusari" (ora via del Padovanino) si conserva il paramento murario gotico, caratterizzato da arcatelle ceche, decorazioni in cotto e policromia su cui si aprono finestre termali seicentesche.

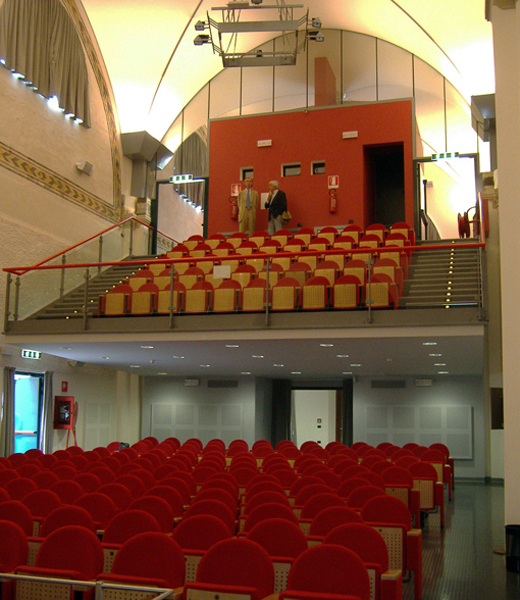
L'interno in seguito ai restauri del 2005.

### Interno

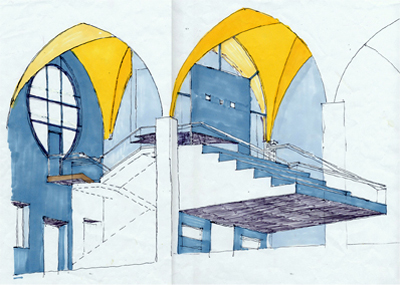
Uno dei bozzetti per il teatro Ruzante di Gianni Fabbri.

Sino alla soppressione napoleonica l'interno era caratterizzato dall'altare maggiore e da altri due altari laterali. La copertura era costituita da volte a crociera gotiche.
Il Rossetti negli anni ottanta del Settecento segnalava una tavola di Alessandro Varotari (San Sebastiano, san Rocco e san Giorgio) posta all'altare laterale di destra, una tela di Pietro Damini (San Carlo e la Vergine Assunta). Sull'altare maggiore San Giorgio a cavallo in corsa, con una santa e san Giuseppe col Bambino Gesù opera forse di Antonio Domenico Triva. Sull'arcata absidale pendeva una Crocifissione di Francesco Zanella. Sempre nel presbiterio Rossetti indicava una tavola con san Giorgio. Sull'altare laterale a sinistra, si trovava la tela raffigurante santa Caterina, di Bonifacio Veronese.
Dopo i restauri del 2005 ad opera dell'architetto Gianni Fabbri, sono stati riportati alla luce lacerti di decorazione a fresco di età gotica, capitelli e paraste che sostenevano le crociere, che sono state riproposte in materiale plastico.